# Гридино (Ивняковское сельское поселение)
Гридино — деревня в Ивняковском сельском поселении Ярославского района Ярославской области России.

## География
Расположена в 22 километрах от Ярославля на правом берегу реки Коптяиха в окружении деревень Терехово, Давыдовское, Залесье, Тенино.

## История
В 2006 году деревня вошла в состав Ивняковского сельского поселения образованного в результате слияния Ивняковского и Бекреневского сельсоветов.

## Население
| 2007 | 2010 |
| ---- | ---- |
| 4    | ↘0   |

### Историческая численность населения
По состоянию на 1859 год в деревне было 12 домов и проживало 97 человек.
По состоянию на 1989 год в деревне проживало 12 человек.

### Национальный и гендерный состав
Согласно результатам переписи 2002 года, в национальной структуре населения русские составляли 100 % из 4 человек, из них 2 мужчин, 2 женщин.

## Инфраструктура
Основа экономики — личное подсобное хозяйство. По состоянию на 2021 год большинство домов используется жителями для постоянного проживания и проживания в летний период. Вода добывается жителями из личных колодцев. Имеется такксофон (около дома №6).
Почтовое отделение №150506, расположенное в деревне Бекренево, на март 2022 года обслуживает в деревне 37 домов.

## Транспорт
Гридино расположено в 6,9 км от автодороги Р-132 «Золотое кольцо». До деревни идёт автодорога 78Н-0926 «Зяблицы - Тенино». Также можно проехать по грунтовой дороге через Першино.